# Erythrosuchus
Erythrosuchus (del grec: ἐρυθρός eruthrós, 'vermell' i grec: σοῦχος soukhos, 'cocodril') és un gènere extint de rèptils arcosauriformes de principis del Triàsic de Sud-àfrica. S'han trobat restes a la Zona d'assemblatge de Cynognathus del Grup Beaufort al Karoo de Sud-àfrica. Al Triàsic superior, el nínxol ecològic deixat per Erythrosuchus va ser omplert per arcosaures, com ara Saurosuchus i Postosuchus.

## Descripció

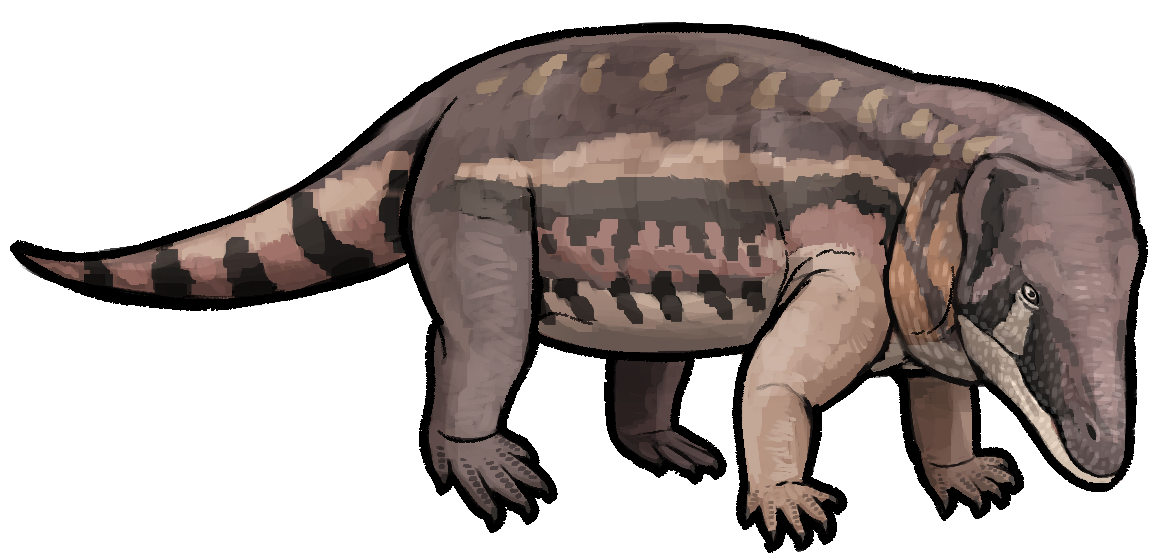
Reconstrucció digital de lErythrosuchus

L'Erythrosuchus va ser el depredador més gran del seu temps i feia uns 4,75–5 m de llarg. Caminava a quatre grapes i tenia les extremitats posicionades semiverticalment sota el cos, a diferència de la marxa més extensa de la majoria de rèptils anteriors. El seu cap era gran i semblant al d'un teròpode, arribant a una longitud d'1 m, i tenia dents còniques i afilades.
Erythrosuchus era l'eritrosúquid el més gran, però, a part de la seva mida, era en gran part similar en aparença a altres gèneres relacionats. Tenia un cap gran i un coll relativament curt. Una de les poques característiques distintives de l′"Erythrosuchus" a part de la seva mida és la suavitat del marge de l'esquamosal, un os a la part posterior del crani. En altres eritrosúquids, el marge d'aquest os es projecta cap enrere des del crani, donant-li un aspecte de ganxo. En l′"Erythrosuchus", el marge és convex i no té ganxo.

## Descobriment

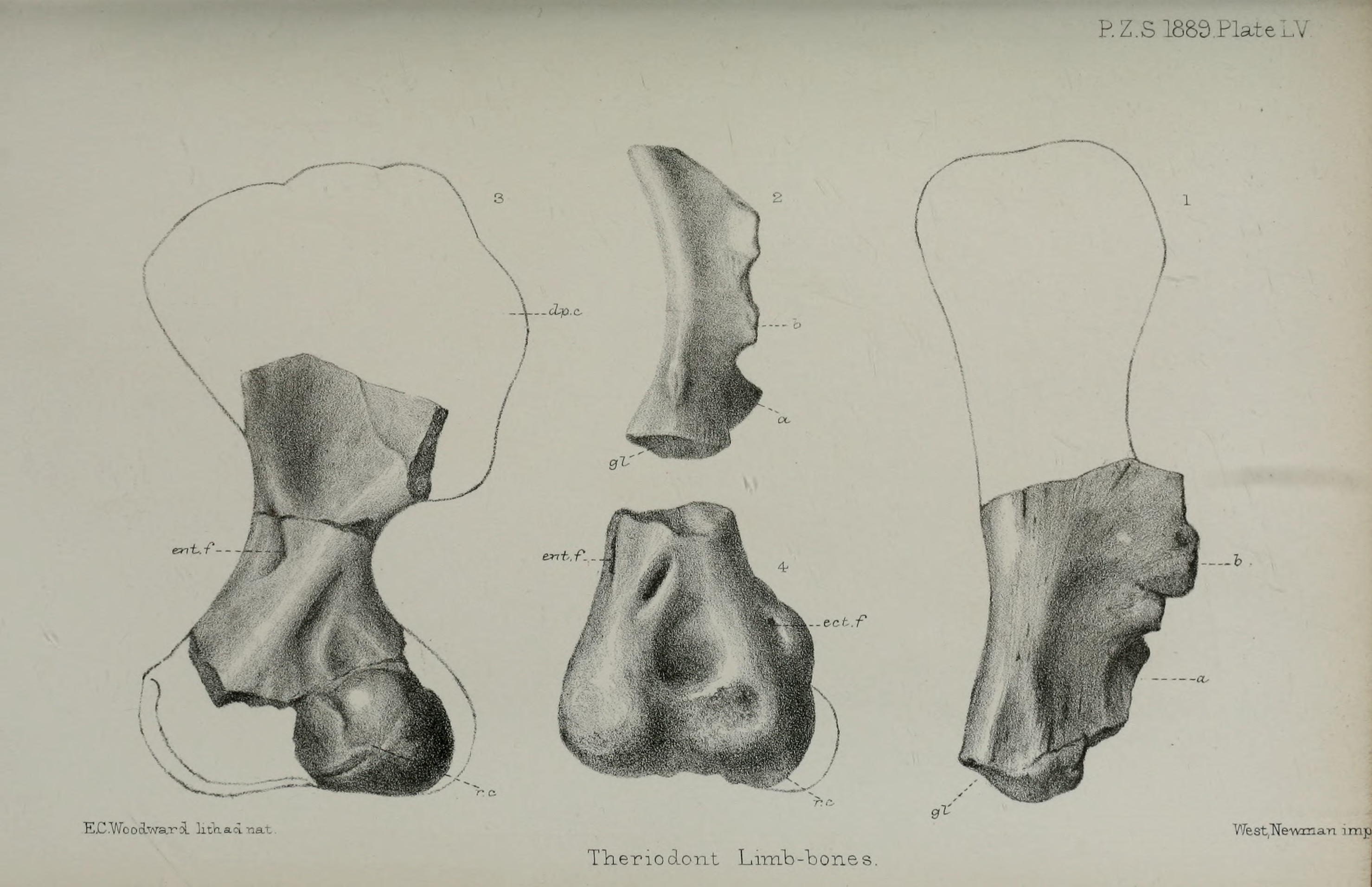
Fòssils, 1 i 3

Erythrosuchus es coneix a partir de molts exemplars, la majoria dels quals són fragmentaris. L'holotip, descrit per Robert Broom el 1905 i conegut com a SAM 905, està mal conservat. Només hi ha petits trossos de les extremitats, la cintura pectoral i la cintura pèlvica, el crani i algunes vèrtebres. El paleontòleg alemany Friedrich von Huene va fer una descripció completa del gènere el 1911. El material fòssil que va servir de base per a la descripció es troba actualment al Museu d'Història Natural de Londres. Com l'holotip, és molt fragmentari, i alguns exemplars poden fins i tot pertànyer al mateix individu que el SAM 905. Un exemplar, conegut com a NHMUK PV R 3592, és relativament més complet, amb gran part de l'esquelet postcranial intacte.

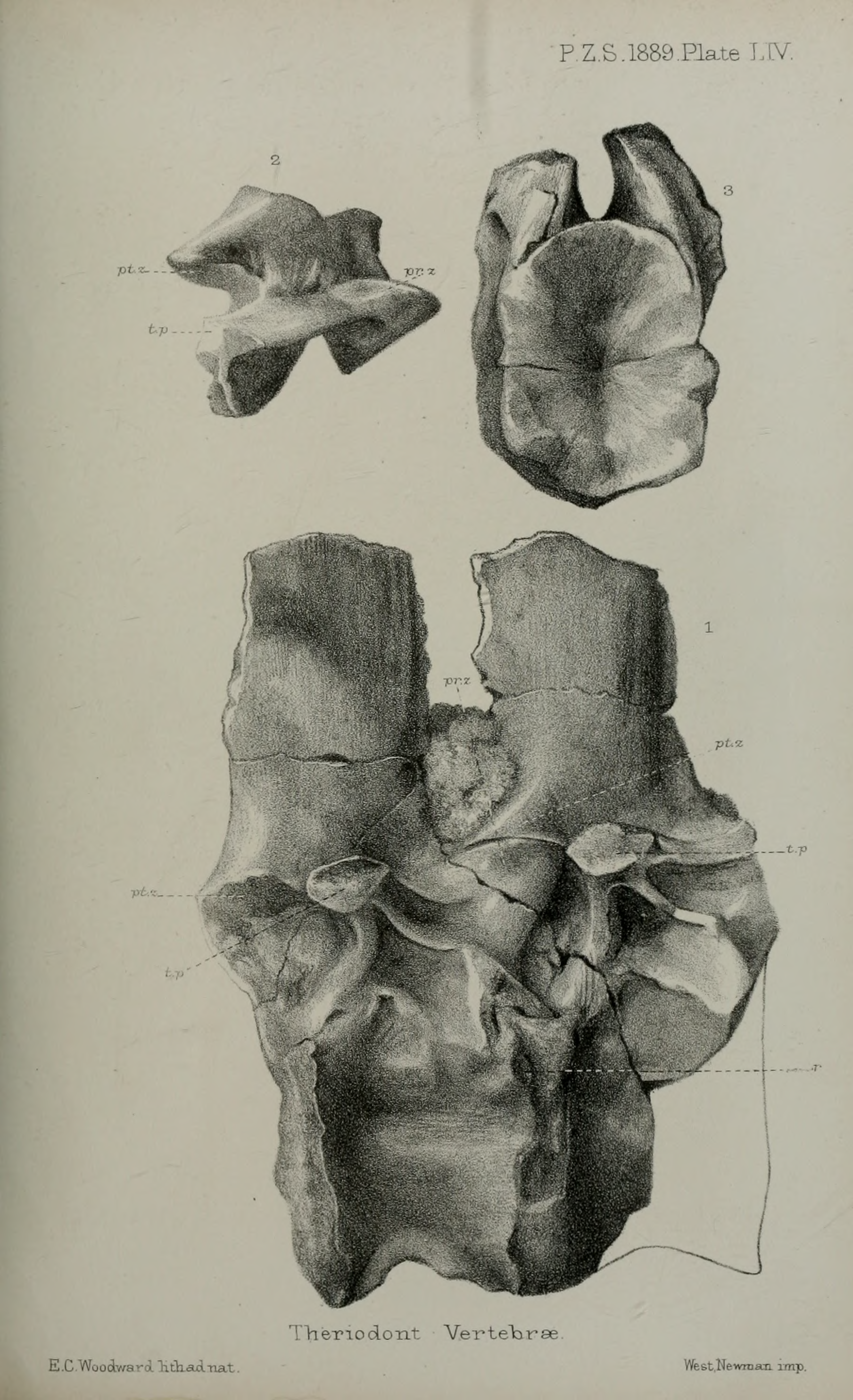
Parts de vèrtebres

Les primeres restauracions del crani d′"Erythrosuchus" el representaven com un animal alt, d'aspecte similar al del gènere teròpode Tiranosaure. Tanmateix, un crani complet descrit el 1963 va revelar que la seva veritable forma era més curta del que es pensava anteriorment. Aquest crani, conegut com a BPI 5207 i que actualment forma part de la col·lecció del Bernard Price Institute for Paleontological Research a Sud-àfrica, té un musell una mica punxegut. Restauracions anteriors poden haver mostrat un musell més profund perquè llavors es desconeixia com s'articulaven els ossos del crani. Els suposats fòssils d'«Erythrosuchus» reportats a la Formació Omingonde de Namíbia van ser descrits més tard com a «Etjosuchus», un arcosaure «rauisuc» (loricata).
La caixa cranial també ha estat estudiada, i posseeix característiques que comparteixen amb altres arcosauriformes primerencs. Moltes d'aquestes característiques es consideren plesiomòrfiques o ancestrals en els arcosaures. Tot i que l′"Erythrosuchus" no es considera un arcosaure, es creu que està estretament relacionat amb l'últim avantpassat comú de tots els arcosaures.

## Classificació
Es creu que l'hipotètic últim avantpassat comú dels arcosaures compartia moltes característiques amb l′"Erythrosuchus", moltes de les quals es troben a la caixa cranial. Per exemple, la part interna de la càpsula òtica (l'estructura esquelètica que envolta l'orella interna) no està completament ossificada ni està completament formada d'os. Tampoc ho està el canal del conducte perilimfàtic, que és un tub que surt de la lagena. La lagena és la porció de l'orella interna responsable de l'oïda, i es coneix com a còclea en els mamífers (tot i que en els mamífers està enrotllada en lloc de recta). Erythrosuchus té una lagena curta, cosa que també s'espera en l'últim avantpassat comú de tots els arcosaures.
Algunes característiques del turmell d′Erythrosuchus suggereixen que estava començant a adaptar-se a caminar de puntetes en lloc de tenir tot el peu a terra. El turmell és similar al d′Euparkeria; els turmells d'aquests dos animals són més avançats que els d'altres arcosauriformes.